# К-549 «Князь Владимир»
К-549 «Князь Владимир» — российская атомная подводная лодка стратегического назначения 4-го поколения, первый корабль, построенный по модернизированному проекту 955А (09552) «Борей-А».

## Название
Подводная лодка названа в честь великого князя Киевского Владимира Святославича, при котором произошло крещение Руси. Ранее в его честь были названы линейные корабли «Святой Владимир», «Святой князь Владимир», «Святой Равноапостольный князь Владимир».
Первоначально планировалось назвать корабль именем «Святитель Николай» в честь Николая Чудотворца и в память двух парусных фрегатов, носивших имя «Святой Николай» в XVIII веке.

## История строительства

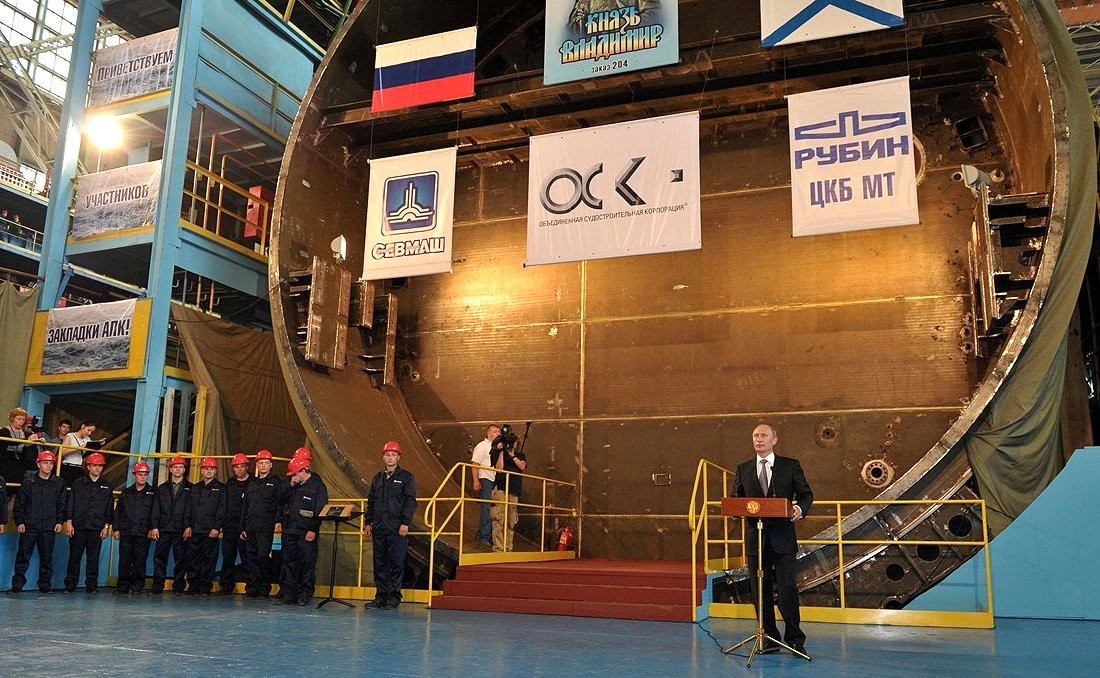
Церемония закладки корабля, 30 июля 2012

В течение 2009 года был подготовлен производственный задел — секции прочного корпуса, в декабре начались работы по строительству. Официальная церемония закладки неоднократно переносилась:
- декабрь 2009 — план на 22.12.2009
- февраль 2012 — план на 18.03.2012
- 21.03.2012 — план на май 2012
- 19.07.2012 — план на 30.07.2012.

Причина переноса состояла в недовольстве представителей Министерства Обороны непрозрачностью ценообразования корабля, которую устранили только к концу 2011 года.
Официальная церемония закладки состоялась 30 июля 2012 года под названием «Князь Владимир» и заводским номером 204. На церемонии присутствовал президент Российской Федерации Владимир Путин.
17 февраля 2014 года пресс-служба «Севмаша» сообщила, что основной корпус корабля сформирован. Были успешно пройдены гидравлические испытания корпуса, показавшие прочность конструкции. На корабле идёт монтаж оборудования, который планируется завершить до конца лета 2015 года, после чего начнутся электромонтажные работы.
17 ноября 2017 года подлодка выведена из эллинга для спуска на воду. Проходит заводские и государственные испытания. Экипаж сформирован на Северном флоте и подготовлен в Учебном центре Военно-Морского Флота.
Предполагался ввод корабля в состав Северного флота в 2019 году. По данным СМИ, строительство подводной лодки тогда завершалось, и она должна была поступить на боевое дежурство в 2019 году.
Полное завершение государственных испытаний состоялось 22 мая 2020 года. 28 мая 2020 года на производственном объединении «Севмаш» состоялось подписание приемного акта подлодки.

## История службы

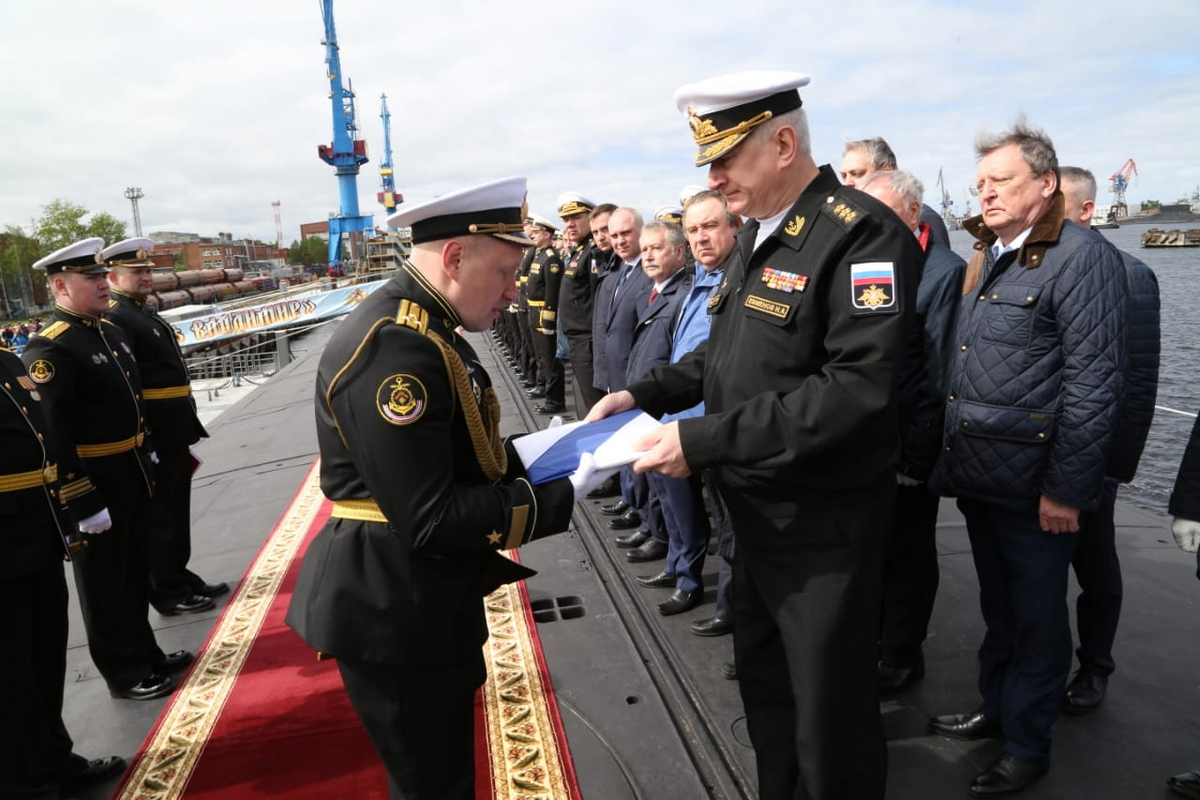
Во время торжественной церемонии приёма АПЛ в боевой состав ВМФ России. Северодвинск, 12 июня 2020. Главком ВМФ, адмирал Н. А. Евменов вручает Андреевский флаг командиру первого экипажа К-549 Владиславу Дружину.

12 июня 2020 года на подводной лодке поднят Андреевский флаг и она включена в боевой состав Военно-Морского флота России. В начале июля 2020 года К-549 совершил межбазовый переход к месту постоянной дислокации в Гаджиево. Готовится к несению службы в составе 31-й дивизии подводных лодок Северного флота.

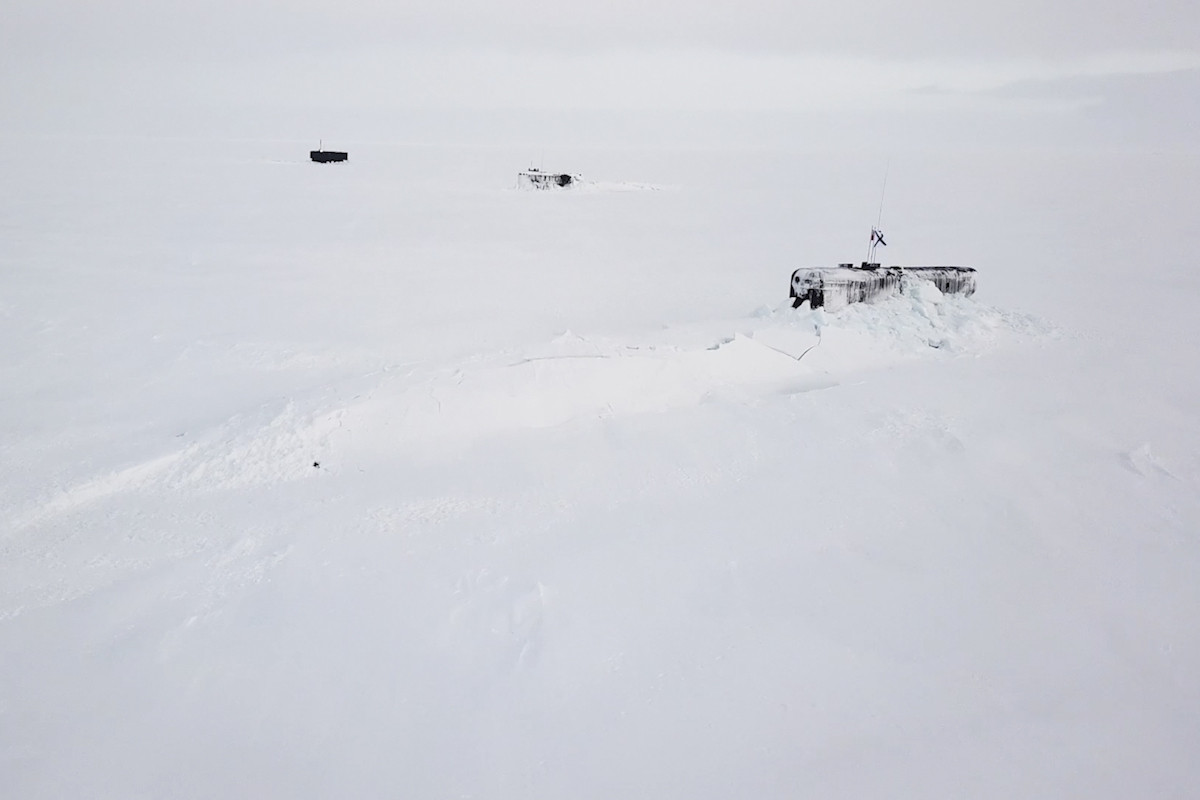
К-549 (на переднем плане) при одновременном всплытии во льдах в ходе учений «Умка-2021»

В конце марта 2021 года в рамках учений «Умка-2021» всплыла в Арктике одновременно с БС-64 и К-114.

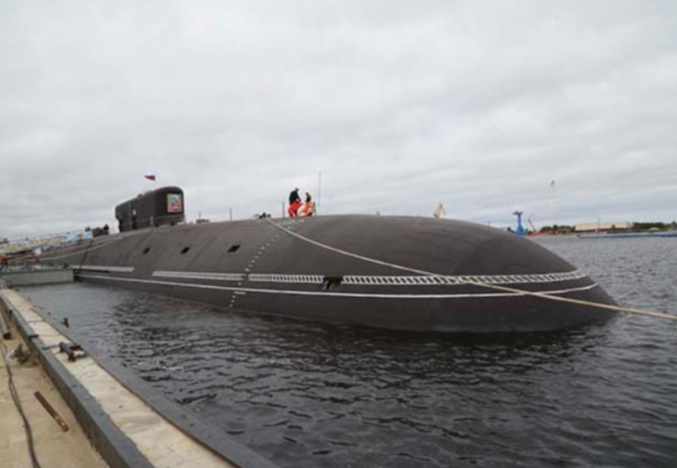
АПЛ Князь Владимир в Финском заливе. 9 июля 2021 года

В июле 2021 года совершила переход в Кронштадт и вместе с К-157 «Вепрь» и К-266 «Орёл» участвовала в Главном военно-морском параде во время празднования Дня ВМФ.

## Вооружение
По словам главнокомандующего ВМФ РФ адмирала Владимира Высоцкого, АПЛ «Князь Владимир» будет отличаться от первых трёх кораблей серии («Юрий Долгорукий», «Александр Невский» и «Владимир Мономах») модернизацией, проведённой по следующим направлениям: шумность, маневрирование, удержание на глубине, управление оружием. Кроме того, первоначально в СМИ присутствовала информация, что количество ракетных шахт в лодках проекта «Борей-А» будет увеличено до 20, но 20 февраля 2013 года эта информация была опровергнута, но судя по фото АПЛ «Князь Владимир» изменено расположение и уменьшено количество торпедных аппаратов с 8 («Борей») на 6 («Борей-А»).

## Командиры
- 2016 — н. в. — капитан 1-го ранга Дружин Владислав Валерьевич[18] — 1 экипаж.
- 2017 — н. в. — капитан 1-го ранга Манин Александр Александрович[19] — 2 экипаж.